# Behmer
Behmer var en svensk adelsätt som tidigare hette Behm och med samma ursprung som De Behm.
Släktens stamfader Jonas Michaelsson var justitieborgmästare i Gävle 1611. Hans hustru Anna Kröger tillhörde en välbekant Gävlesläkt, hennes far Daniel Kröger uppges ha varit stadens rikaste man och hans svärmor tillhörde släkten Grubb från Grubbe i Umeå och med rötter i Bureätten. Deras barn kallade sig Behm. Sonen Albrecht blev stamfader för ätten De Behm och hans bror hovrådet Daniel adlades Behmer 1650 samt introducerades på nummer 486. Daniel Behmers första hustru var syster till biskop Henning Schütte och hennes bröder adlades med namnet Skyttenhielm. Den andra hustrun Margareta Lindegren tillhörde den adliga ätten nr 338 och hennes mor var en Siöblad. Döttrar i första äktenskapet gifte sig Appelbom och Eketrä, och från andra äktenskapet Falkenhielm. Ätten fortlevde på svärdssidan med överstelöjtnant Jonas Henning Behmer, gift med friherrinnan Örneklou vars mor var en Printz nr 304. En av deras döttrar gifte sig med inspektoren Göran Arfvidsson i Avesta och en annan med majoren Georg Ruvius. Äldste sonen Peter Daniel Behmer var guvernementssekreterare i Riga där han dog i pesten 1710 och därmed slöt ätten på svärdssidan.